# Komatsushima

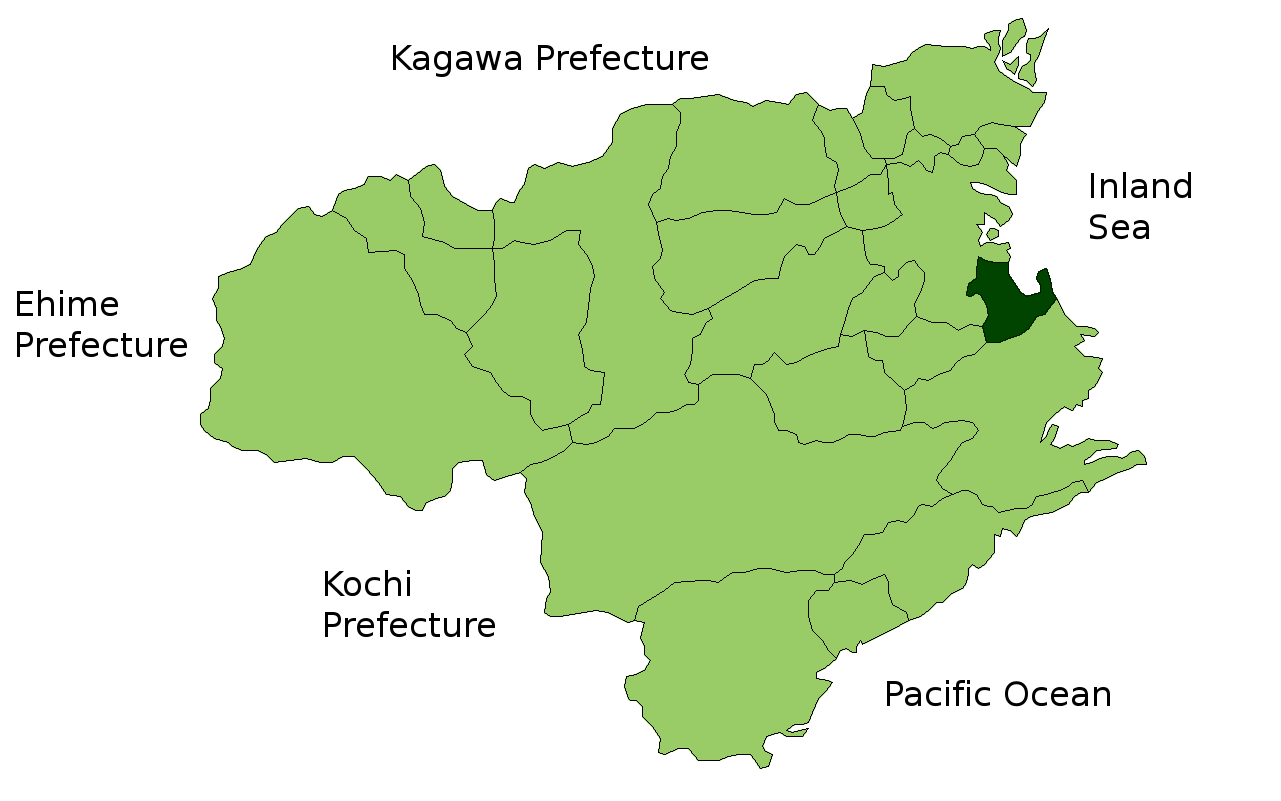

Komatsushima (小松島市 Komatsushima-shi?) este un municipiu din Japonia, prefectura Tokushima.